# Inmigración marroquí en Francia
La inmigración marroquí en Francia es el movimiento migratorio de ciudadanos del Reino de Marruecos, en el Magreb (África), hacia la República Francesa, en Europa. Francia es el principal país de destino de los inmigrantes marroquíes, con un 32% del total (2020). Los residentes en Francia de origen marroquí representan un gran sector de la población total del país, por detrás únicamente de los de origen argelino. Además, en la actualidad se trata de la primera comunidad inmigrante de Francia con 747.000 personas. 

## Historia
La emigración hacia Francia desde Marruecos tiene su inicio en la década de 1910 con el establecimiento del protectorado francés de Marruecos (1912-1956). En este periodo se trató de inmigración legal y organizada desde el origen para trabajos temporales en la industria o la agricultura. De esta época datan los goumieres marroquíes empleados durante la II Guerra Mundial. Terminada ésta, el auge económico francés propició una mayor afluencia de inmigrantes, principalmente hombres solteros.
A partir del último tercio del siglo XX la desaceleración de la economía supuso la reducción de la inmigración impuesta por el gobierno francés, con la salvedad de los expedientes de reunificación familiar y solicitudes específicas de los empresarios. Se puso en marcha una política de incentivos al retorno a Marruecos de escaso éxito por las dificultades económicas, falta de derechos civiles y desigualdad social en Marruecos durante los años de plomo. A partir de este momento se comenzaron a constatar las dificultades específicas de la inmigración marroquí en Francia en cuanto a su asimilación cultural, con un marco cultural diferente del europeo, sobre todo en cuanto a derechos civiles especialmente en cuanto a mujeres u homosexuales se refiere. Aunque este colectivo presenta una endogamia significativa, tensiones político-religiosas y respaldo a Mohamed VI, que es su líder espiritual, también existen franceses de ascendencia marroquí que demandan libertad, democracia y justicia social en Marruecos.

## Cifras
De acuerdo con el censo de 2022 hay 747.000 inmigrantes marroquíes en Marruecos, y se trata de la comunidad inmigrante más numerosa del país, seguida de la argelina y portuguesa.
Con datos de 2020 Francia es el principal país de destino de la inmigración marroquí con un 32% del total, seguida por España (24%) e Italia (14%).
| Año  | Marroquíes de nacimiento | + descendencia | Extranjeros | Migrantes | Otros datos |
| ---- | ------------------------ | -------------- | ----------- | --------- | ----------- |
| 1999 |                          |                | 387,654     |           | 506,000     |
| 2005 | 846,901                  |                |             |           |             |
| 2006 | 859,026                  |                |             |           |             |
| 2007 | 870,871                  |                |             |           | 452,000     |
| 2008 | 881,334                  | 1,314,000      | 654.000     |           |             |
| 2009 |                          |                |             |           |             |
| 2010 |                          |                |             |           |             |
| 2011 |                          |                | 433,026     | 679,983   |             |
| 2012 |                          |                |             |           |             |
| 2013 |                          |                |             |           |             |

## Franceses de ascendencia marroquí célebres
Existen franceses de ascendencia marroquí de hasta cuarta generación en todos los ámbitos de la sociedad francesa, como los políticos Najat Vallaud-Belkacem, artistas como David Guetta, Jamel Debbouze o Arthur, además de deportistas como Mattéo Guendouzi, o empresarios como Patrick Drahi.